# Andrzej Łapicki

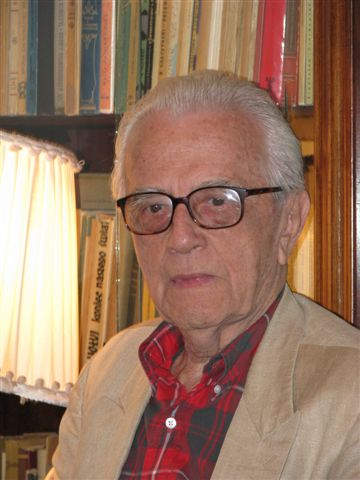
Andrzej Łapicki (2008)

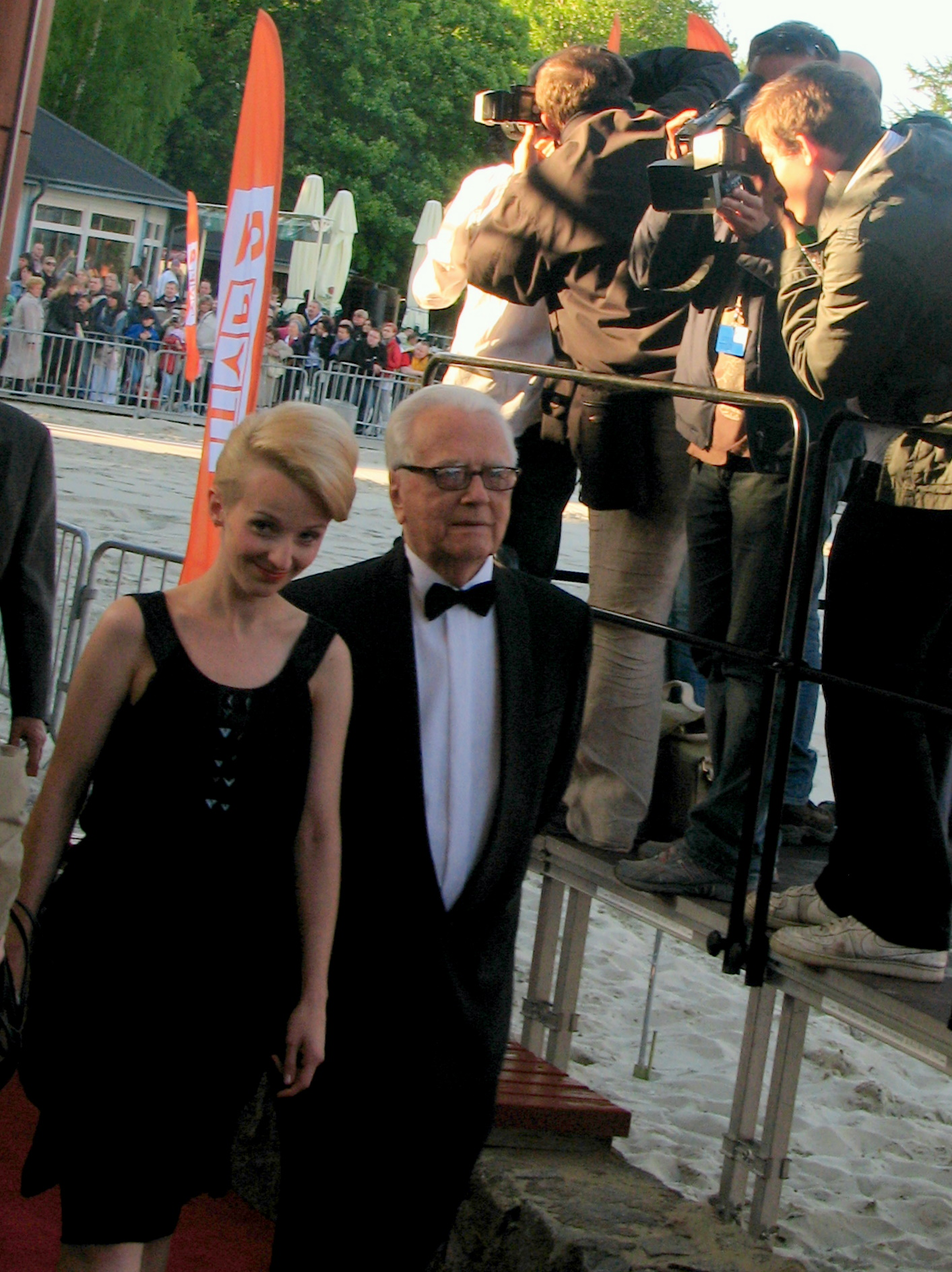
Andrzej Łapicki z żoną Kamilą (2010)

Andrzej Łapicki (ur. 11 listopada 1924 w Rydze, zm. 21 lipca 2012 w Warszawie) – polski aktor teatralny i filmowy, reżyser teatralny, profesor i rektor Państwowej Wyższej Szkoły Teatralnej im. Aleksandra Zelwerowicza w Warszawie, poseł na Sejm X kadencji.
Zagrał ponad 200 ról teatralnych, filmowych i telewizyjnych, wyreżyserował ponad 100 przedstawień teatralnych i telewizyjnych. Wystąpił w filmach m.in. Andrzeja Wajdy i Tadeusza Konwickiego

## Życiorys
Był synem Borysa Łapickiego i Zofii z domu Fromont. Jego ojciec był profesorem i wykładowcą prawa rzymskiego na Uniwersytecie Warszawskim i Uniwersytecie Łódzkim. Jego pradziadek Hektor Łapicki pełnił funkcję naczelnika cywilnego województwa mińskiego w czasie powstania styczniowego.
Uczęszczał do I Państwowego Gimnazjum i Liceum im. Stefana Batorego w Warszawie, które zakończył maturą w ramach tajnego nauczania w 1942. Studiował w konspiracyjnym Państwowym Instytucie Sztuki Teatralnej, a jego wykładowcami byli m.in. Zofia Małynicz, Maria i Edmund Wiercińscy, Marian Wyrzykowski i Jan Kreczmar. Występował w podziemnych przedstawieniach teatralnych, w których recytował poezję Krzysztofa Kamila Baczyńskiego i Tadeusza Gajcego. Był aktorem Teatru Wojskowego zorganizowanego z inicjatywy Biura Informacji i Propagandy Komendy Głównej Armii Krajowej. Brał udział w powstaniu warszawskim. Po II wojnie światowej uzyskał dyplom w Łodzi u Aleksandra Zelwerowicza.
W 1945 zadebiutował jako aktor teatralny rolą Kuby w Weselu Stanisława Wyspiańskiego w Teatrze Wojska Polskiego w Łodzi, w którym później zagrał także m.in. Kaliksta w Celestynie (1947) Fernanda de Rojasa i Freda w Ladacznicy z zasadami (1948) Jeana-Paula Sartre’a. Od 1949 był związany z teatrami warszawskimi: Współczesnym (1949–1964, 1966–1972), Dramatycznym (1964–1966, 1982–1983), Narodowym (1972–1981) i Polskim (1983). W maju 1965 premierowo wystawił monodram Sposób bycia w reżyserii Jerzego Markuszewskiego w Studenckim Teatrze Satyryków w Warszawie. Występował także w Teatrze Telewizji, m.in. w spektaklach: Z gawędy wuja (1961) Sławomira Mrożka w reż. Jerzego Gruzy, Do kraju tego (1962) Cypriana Kamila Norwida w reż. Maryny Broniewskiej, Cudza żona i mąż pod łóżkiem (1962) Fiodora Dostojewskiego w reż. Andrzeja Wajdy, Świadkowie albo nasza mała stabilizacja (1963) Tadeusza Różewicza w reż. Adama Hanuszkiewicza, Wiele hałasu o nic (1965) Williama Shakespeare’a w reż. Ludwika René, Brat marnotrawny (1968) Oscara Wilde’a w reż. Jerzego Gruzy, Rozmyślania przy goleniu (1969) Stanisława Dygata w reż. Adama Hanuszkiewicza, Makbecie (1969) Williama Shakespeare’a w reż. Andrzeja Wajdy, Czarownicach z Salem (1979) Arthura Millera w reż. Zygmunta Hübnera i w Kordianie (1994) Juliusza Słowackiego w reż. Jana Englerta.
Jako reżyser teatralny zadebiutował w 1957 spektaklem Uśmiech Giocondy Aldousa Huxleya w Teatrze Dramatycznym w Warszawie. Następnie wyreżyserował m.in. musical Madame Sans-Gêne (1958) Victoriena Sardou i Émile’a Moreau dla Teatru Syrena w Warszawie, Lekkomyślną siostrę (1971) dla Teatru Współczesnego w Warszawie, Pogardę (1975) dla Teatru Telewizji i Portret Doriana Graya (1976) dla Teatru Małego w Warszawie. W latach 1995–1999 był dyrektorem artystycznym Teatru Polskiego w Warszawie, w którym wyreżyserował Zemstę (1998) Aleksandra Fredry.
W latach 1947–1956 był lektorem Polskiej Kroniki Filmowej. W 1986 zasiadał w Narodowej Radzie Kultury, a w latach 1989–1996 był prezesem Związku Artystów Scen Polskich. Od 1953 wykładał w Państwowej Wyższej Szkole Teatralnej w Warszawie. W 1979 został profesorem nadzwyczajnym, a od 1987 – profesorem zwyczajnym. W latach 1971–1981 pełnił funkcję dziekana Wydziału Aktorskiego, a w latach 1981–1987 i 1993–1996 zajmował stanowisko rektora.
Zagrał w krótkometrażowym filmie dokumentalnym Ludwika Perskiego Hamlet x 5 (1966), w którym wygłosił monolog Hamleta w przekładzie Antoniego Słonimskiego. Był dziesięciokrotnym zdobywcą Złotej Maski, nagrody przyznawanej przez czytelników w plebiscycie „Expressu Wieczornego” na najpopularniejszego aktora telewizyjnego.
Od początku lat 80. działał w opozycji demokratycznej, należał do „Solidarności”. W lutym 1984 Służba Bezpieczeństwa rozpoczęła rozpracowanie Andrzeja Łapickiego w ramach sprawy operacyjnego rozpracowania kryptonim „Rektor”; SB zarzucało aktorowi „negatywny wpływ na młodzież studencką i przyczynianie się do dezintegracji środowiska teatralnego”. Pomimo usilnych starań SB nie udało się ulokować tajnego współpracownika w najbliższym otoczeniu aktora. Po wprowadzeniu stanu wojennego w przejętej dokumentacji „Solidarności” odnaleziono korespondencję między nim a Lechem Wałęsą, co przyczyniło się do wzmożenia obserwacji aktora. Funkcjonariusze SB odnotowywali w zebranej dokumentacji, że tworzył wokół siebie grono osób nieprzychylnych komunistycznej władzy. Służba Bezpieczeństwa podejmowała działania mające na celu doprowadzenie do ich zwalniania z pracy, jednakże aktor miał na tyle silną pozycję, że był w stanie chronić podległych mu pracowników PWST przed usunięciem z pracy. Był również postrzegany przez SB jako organizator akcji nieposłuszeństwa środowiska artystycznego wobec władzy, która przejawiała się bojkotowaniem mediów państwowych. W 1982 i 1983 SB sugerowała ministrowi kultury odwołanie go ze stanowiska rektora PWST „ze względu na sprzeczność jego działalności z etyką nauczycielską i polityką kulturalną państwa”. Mimo tych nacisków zachował to stanowisko. W 1987 był jednym z sygnatariuszy kilku oświadczeń kierowanych do władz PRL, m.in. ze stycznia dotyczącego wprowadzenia pluralizmu polityczno‑organizacyjnego w sferze kultury, z maja poprzedzającego wizytę Jana Pawła II w Polsce i z listopada o konieczności zmian systemowych w PRL. Skutkowało to wzywaniem Andrzeja Łapickiego na przesłuchania przez funkcjonariusza Departamentu III MSW. W czerwcu 1987 powitał Jana Pawła II podczas spotkania papieża ze środowiskiem artystów w kościele Świętego Krzyża w Warszawie.
Był członkiem Prymasowskiej Rady Społecznej. Z ramienia Komitetu Obywatelskiego „Solidarność” zasiadał w Sejmie kontraktowym w latach 1989–1991; w trakcie kadencji przeszedł do KP Unii Demokratycznej.
W 1999 ukazała się książka pt. Po pierwsze zachować dystans będąca zapisem jego rozmów z dziennikarzami: Katarzyną Bielas i Jackiem Szczerbą. W latach 2010–2012 występował w roli Tadeusza Budzyńskiego w serialu M jak miłość. Do czerwca 2012 był felietonistą tygodnika „Rzeczpospolita”. W październiku 2010 ukazała się książka pt. Nic się nie stało zawierająca wybrane felietony Andrzeja Łapickiego i zapis rozmów aktora z żoną Kamilą. We wrześniu 2012 premierę miała książka pt. Łapa w Łapę. Z Andrzejem Łapickim rozmawia Kamila Łapicka stanowiąca zapis rozmów, które małżonkowie przeprowadzili od stycznia do lipca 2012.

## Życie prywatne

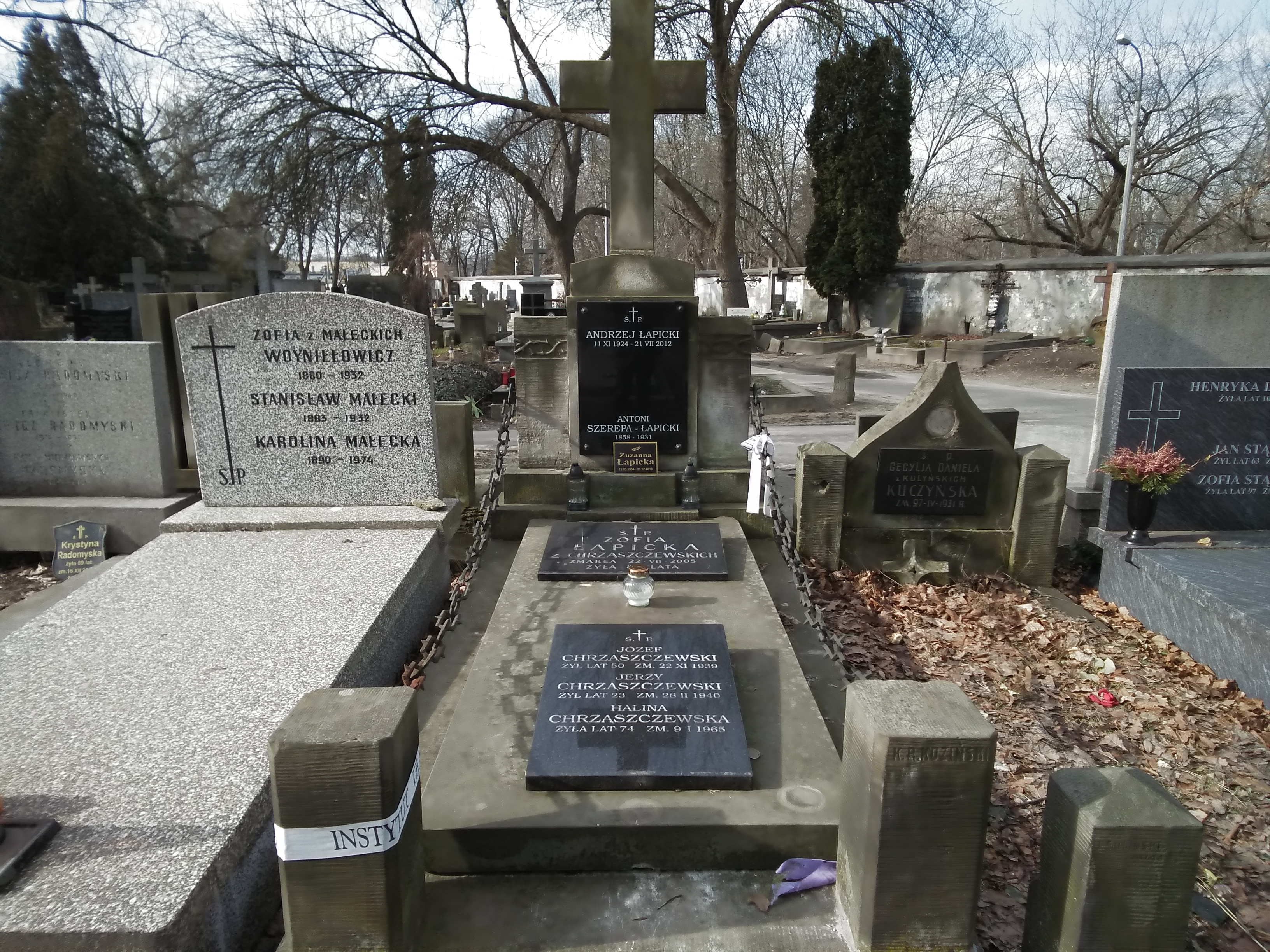
Rodzinny grobowiec na cmentarzu Powązkowskim w Warszawie

W 1947 ożenił się z Zofią Chrząszczewską, z którą był do jej śmierci w 2005. Miał z nią córkę Zuzannę, adoptował także Grzegorza, syna żony z poprzedniego związku. W 2009 zawarł związek małżeński z młodszą o 60 lat teatrolog Kamilą Mścichowską.
Zmarł 21 lipca 2012 w swoim domu w Warszawie. 27 lipca 2012 po uroczystościach pogrzebowych w kościele św. Karola Boromeusza w Warszawie został pochowany w grobowcu rodzinnym na cmentarzu Powązkowskim w Warszawie (kwatera c/5/6).

## Filmografia

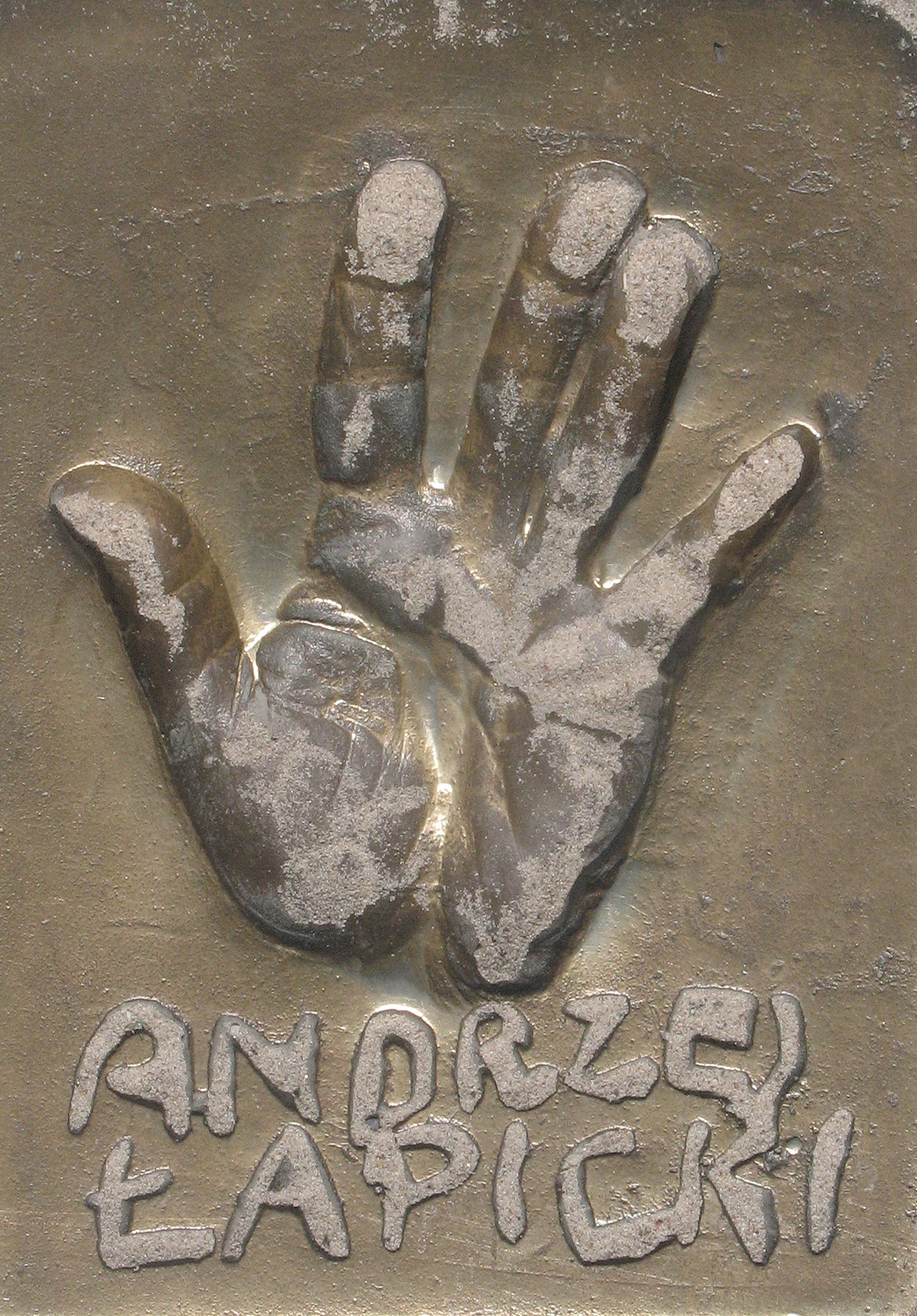
Odcisk dłoni w Alei Gwiazd w Międzyzdrojach

| Rok       | Tytuł                                 | Rola                                       | Uwagi                                                         |
| --------- | ------------------------------------- | ------------------------------------------ | ------------------------------------------------------------- |
| 1946      | Zakazane piosenki                     | wykonawca wyroku na skrzypku – konfidencie | film muzyczny, reżyseria: Leonard Buczkowski                  |
| 1946      | Dwie godziny                          | towarzysz damulki w Kolorowej              | film obyczajowy, reżyseria: Stanisław Wohl, Józef Wyszomirski |
| 1947      | Jasne łany                            | Leśniewski, były nauczyciel                | film polityczny, reżyseria: Eugeniusz Cękalski                |
| 1949      | Spotkanie                             |                                            | etiuda, reżyseria: Silik Sternfeld                            |
| 1950      | Dwie brygady                          | aktor Stanisz                              | film obyczajowy, reżyseria: Eugeniusz Cękalski                |
| 1950      | Miasto nieujarzmione                  | oficer SS                                  | film wojenny, reżyseria: Jerzy Zarzycki                       |
| 1953      | Żołnierz zwycięstwa                   | amerykański dziennikarz John Lane          | film biograficzny, reżyseria: Wanda Jakubowska                |
| 1953      | Sprawa do załatwienia                 | narrator                                   | film komediowy, reżyseria: Jan Rybkowski, Jan Fethke          |
| 1953      | Domek z kart                          | starosta                                   | film polityczny, reżyseria: Erwin Axer                        |
| 1960      | Powrót                                | „Siwy”                                     | film psychologiczny, reżyseria: Jerzy Passendorfer            |
| 1961      | Dziś w nocy umrze miasto              | Piotr                                      | film wojenny, reżyseria: Jan Rybkowski                        |
| 1962      | Spóźnieni przechodnie. Krąg istnienie |                                            | film obyczajowy, reżyseria: Andrzej Łapicki                   |
| 1962      | Spóźnieni przechodnie. Nauczycielka   | reżyser                                    | film obyczajowy, reżyseria: Jan Rybkowski                     |
| 1962      | Spotkanie w Bajce                     | Wiktor                                     | film psychologiczny, reżyseria: Jan Rybkowski                 |
| 1963      | Pamiętnik pani Hanki                  | Jacek Renowicki, mąż pani Hanki            | film komediowy, reżyseria: Stanisław Lenartowicz              |
| 1963      | Naprawdę wczoraj                      | pisarz Nowak                               | film obyczajowy, reżyseria: Jan Rybkowski                     |
| 1964      | Życie raz jeszcze                     | Piotr Grajewski                            | film psychologiczny, reżyseria: Janusz Morgenstern            |
| 1965      | Sposób bycia                          | bohater                                    | film psychologiczny, reżyseria: Jan Rybkowski                 |
| 1965      | Salto                                 | pijak Pietuch                              | film psychologiczny, reżyseria: Tadeusz Konwicki              |
| 1965      | Lekarstwo na miłość                   | Andrzej                                    | film komediowo-kryminalny, reżyseria: Jan Batory              |
| 1966      | Mistrz                                | doktor Kawski                              | film wojenny, reżyseria: Jerzy Antczak                        |
| 1966      | Gdzie jest trzeci król                | kapitan Berent                             | film kryminalny, reżyseria: Ryszard Ber                       |
| 1967      | Poradnik matrymonialny                | doktor Bogumił                             | film komediowy, reżyseria: Włodzimierz Haupe                  |
| 1967      | Zbrodnia lorda Artura Savile’a        | lord Artur Saville                         | film grozy, reżyseria: Witold Lesiewicz                       |
| 1967      | Poczmistrz                            | hrabia                                     | film telewizyjny, reżyseria: Stanisław Lenartowicz            |
| 1967      | Szach i mat!                          | Bartolomeo                                 | film fantastyczny, reżyseria: Andrzej Zakrzewski              |
| 1967      | Kwestia sumienia                      | kapitan Parrol Hartroy                     | film historyczny, reżyseria: Ewa Petelska, Czesław Petelski   |
| 1967      | Klub szachistów                       | Wacław Urbin                               | film obyczajowy, reżyseria: Witold Lesiewicz                  |
| 1967      | Cześć kapitanie                       | szpieg                                     | film kryminalny, reżyseria: Ewa Petelska, Czesław Petelski    |
| 1968      | Mistrz tańca                          | mistrz tańca                               | film grozy, reżyseria: Jerzy Gruza                            |
| 1968      | Lalka                                 | Kazimierz Starski                          | film kostiumowy, reżyseria: Wojciech Jerzy Has                |
| 1968      | Dancing w kwaterze Hitlera            | niemiecki turysta                          | film psychologiczny, reżyseria: Jan Batory                    |
| 1969      | Przygody pana Michała                 | Ketling                                    | serial historyczny, reżyseria: Paweł Komorowski               |
| 1969      | Jarzębina czerwona                    | porucznik Gorczyński                       | film wojenny, reżyseria: Ewa Petelska, Czesław Petelski       |
| 1969      | Wszystko na sprzedaż                  | reżyser Andrzej                            | film satyryczny, reżyseria: Andrzej Wajda                     |
| 1970      | Epilog norymberski                    | narrator, R.H. Jackson                     | dokument fabularyzowany, reżyseria: Jerzy Antczak             |
| 1971      | Jak daleko stąd, jak blisko           | Andrzej                                    | film psychologiczny, reżyseria: Tadeusz Konwicki              |
| 1971      | Piłat i inni                          | Afraniusz                                  | film dramatyczny, reżyseria: Andrzej Wajda                    |
| 1972      | Wesele                                | Poeta                                      | film dramatyczny, reżyseria: Andrzej Wajda                    |
| 1973      | Zazdrość i medycyna                   | dyrektor Tamten                            | film psychologiczny, reżyseria: Janusz Majewski               |
| 1973      | Stracona noc                          | pisarz Wacław Kisielecki                   | film psychologiczny, reżyseria: Janusz Majewski               |
| 1974      | Ziemia obiecana                       | Trawiński                                  | film obyczajowy, reżyseria: Andrzej Wajda                     |
| 1975      | Ziemia obiecana (serial TV)           | Trawiński                                  | serial obyczajowy, reżyseria: Andrzej Wajda                   |
| 1977      | Sprawa Gorgonowej                     | sędzia Kulczycki                           | film kryminalny, reżyseria: Janusz Majewski                   |
| 1979      | Panny z Wilka                         | lekarz w Stokroci                          | film psychologiczny, reżyseria: Andrzej Wajda                 |
| 1980      | Urodziny młodego warszawiaka          | Stanisław, ojciec Jacka Bieleckiego        | film wojenny, reżyseria: Ewa Petelska, Czesław Petelski       |
| 1981      | Z dalekiego kraju                     | oficer niemiecki w katedrze wawelskiej     | film biograficzny, reżyseria: Krzysztof Zanussi               |
| 1982      | Debiutantka                           | Jerzy                                      | film obyczajowy, reżyseria: Barbara Sass                      |
| 1985      | Dziewczęta z Nowolipek                | profesor zatrudniający matkę Franki        | film psychologiczny, reżyseria: Barbara Sass                  |
| 1986      | W zawieszeniu                         | doktor Ruczyński                           | film psychologiczny, reżyseria: Waldemar Krzystek             |
| 1988      | Gdzieśkolwiek jest, jeśliś jest...    | Hulan                                      | film psychologiczny, reżyseria: Krzysztof Zanussi             |
| 1989      | Stan posiadania                       | ojciec Tomasza                             | film psychologiczny, reżyseria: Krzysztof Zanussi             |
| 1989      | Lawa                                  | Car w Śnie Senatora                        | film poetycki, reżyseria: Tadeusz Konwicki                    |
| 1999      | Pan Tadeusz                           | ksiądz                                     | film poetycki, reżyseria: Andrzej Wajda                       |
| 2010–2012 | M jak miłość                          | Tadeusz Budzyński                          | telenowela obyczajowa, reżyseria: różni                       |
| 2012      | Reguły gry                            | staruszek na wernisażu                     | serial komediowy, reżyseria: Bartłomiej Ignaciuk              |

## Odznaczenia i wyróżnienia
Ordery i odznaczenia
- Krzyż Komandorski z Gwiazdą Orderu Odrodzenia Polski (1995)[30]
- Krzyż Oficerski Orderu Odrodzenia Polski (1975)[31]
- Krzyż Kawalerski Orderu Odrodzenia Polski (1970)[31]
- Złoty Krzyż Zasługi (1955)[32]
- Medal 10-lecia Polski Ludowej (1955)[33]
- Medal Komisji Edukacji Narodowej (1973)[31]
- Złoty Medal „Zasłużony Kulturze Gloria Artis” (2005)[34][35]
- Odznaka 1000-lecia Państwa Polskiego (1967)[31]
- Odznaka honorowa „Za Zasługi dla Warszawy” (1990)[31]

Nagrody i wyróżnienia
- Medal Prymasowski „Za zasługi dla Kościoła i Narodu” (1993)[36]
- „Złota Maska” – nagroda w plebiscycie czytelników „Expressu Wieczornego” – dwukrotnie (1964, 1968)
- „Srebrna Maska” – nagroda w plebiscycie czytelników „Expressu Wieczornego” – sześciokrotnie (1963, 1965, 1967, 1969, 1970, 1971)
- Nagroda Komitetu do Spraw Radia i Telewizji – czterokrotnie (1964, 1970, 1973 i 1979) m.in. za reżyserię słuchowisk radiowych i role w Teatrze Polskiego Radia
- Nagroda Miasta Stołecznego Warszawy (1972)
- Nagroda Ministra Kultury i Sztuki I stopnia w dziedzinie teatru za osiągnięcia w twórczości aktorskiej i reżyserskiej (1973)
- Nagroda na XIX Festiwalu Polskich Sztuk Współczesnych we Wrocławiu za rolę dyrektora teatru w spektaklu Dwa teatry Jerzego Szaniawskiego w Teatrze Narodowym w Warszawie (1978)
- Nagroda „Trybuny Ludu” (1980)[37]
- Nagroda główna na XX Kaliskich Spotkaniach Teatralnych w Kaliszu za rolę Danfertha w Czarownicach z Salem Arthura Millera (1980)
- „Złoty Ekran” za inscenizację poezji Jarosława Iwaszkiewicza Żebyś był jak ja, szczęśliwy (1980)
- Nagroda na XI Opolskich Konfrontacjach Teatralnych w Opolu za mistrzowską realizację Ślubów panieńskich Aleksandra Fredry w Teatrze Polskim w Warszawie (1985)
- Super Wiktor (1994)
- Nagroda główna na XX Opolskich Konfrontacjach Teatralnych w Opolu za rolę Radosta i reżyserię Ślubów panieńskich Aleksandra Fredry (1995)
- Mistrzowski Laur Teatru Telewizji – przyznany przez redakcję „Tele Tygodnia” za całokształt pracy w Teatrze Telewizji (2003)
- Nagroda Ministra Kultury w dziedzinie teatru (2005)
- Nagroda Specjalna miesięcznika „Teatr” za całokształt twórczości artystycznej i triumfalny powrót na scenę w przedstawieniu Iwanow Antona Czechowa w reż. Jana Englerta w Teatrze Narodowym w Warszawie (2008)
- Feliks Warszawski za rolę Matwieja Sjemionowicza Szabelskiego w przedstawieniu Iwanow Antona Czechowa w Teatrze Narodowym w Warszawie (2008)
- Nagroda Specjalna im. Konrada Swinarskiego (2008)[38]
- Nagroda im. Cypriana Kamila Norwida w kategorii „Dzieło Życia” (pośmiertnie, 2012)